# کنت‌نشین فلاندر

کنت‌نشین فلاندر (هلندی: Graafschap Vlaanderen)، از قلمروهای تاریخی در فروبومان است که از سده هفتم (میلادی) یکی از قلمروهای مهم دوازده‌گانه در پادشاهی فرانسه بود. با این حال بر سر این منطقه میان امپراتوری مقدس روم و فرانسه درگیری و اختلاف نظر بود تا این که این منطقه به دو منطقه تقسیم شد.
در سده سیزدهم میلادی پس از جنگ جانشینی کنت‌نشین فلاندر، گویده، کنت فلاندر این مقام را از مادرش به ارث برد و به این ترتیب این مقام در دودمان دامپیر موروثی شد. بعدها هنگامی که به جنگ با فیلیپ چهارم، پادشاه فرانسه شتافت، مقام کنتی را به پسرش رابرت سوم، کنت فلاندر سپرد، اما شکست خورد و هر دو به اسارت درآمدند. رابرت بعدها آزاد شد. نواده او مارگارت سوم واپسین کنتس فلاندر از دودمان دامپیر بود. او با فیلیپ جسور، دوک بورگوندی ازدواج کرد.